# Yelbarga
Yelbarga is een panchayatdorp in het district Koppal van de Indiase staat Karnataka. 

## Demografie
Volgens de Indiase volkstelling van 2001 wonen er 11.437 mensen in Yelbarga, waarvan 51% mannelijk en 49% vrouwelijk is. De plaats heeft een alfabetiseringsgraad van 58%.